# The Remixes (álbum de Naela)
Naela: The Remixes es el primer álbum de remixes de la cantante colombiana Naela. Fue publicado para descarga digital el 22 de septiembre de 2014.

## Lista de canciones
1. Sin mirar atrás (Acoustic Country Version) — 3:51
2. Tú (Bachata Version) — 3:46
3. Esta noche mando yo (Merengue Mambo Version) — 3:12
4. Falso amor (Video Version) — 3:21
5. Muero por amarte (Ranchera Mexican Version) — 3:38
6. Por tu amor (Merengue Urban Version) — 4:05
7. Sin mirar atrás (Electro Pop Version) — 3:35